# 斯文·汉纳瓦尔德
斯文·汉纳瓦尔德（德語：Sven Hannawald，1974年11月9日—），德国男子跳台滑雪运动员。他曾代表德国参加1998年和2002年冬季奥林匹克运动会跳台滑雪比赛，获得一枚金牌和二枚银牌。